# Sportåret 1902

## Händelser

### Allmänt
- Okänt datum – Svenska Bollspelsförbundet bildas.[1]

### Bandy
- Okänt datum – Den första bandymatchen i Moskva spelas.[2]

### Baseboll
- Pittsburg Pirates vinner National League och Philadelphia Athletics vinner American League.[3]

### Fotboll
- 30 augusti – Örgryte IS blir svenska mästare efter finalseger med 9–0 (eller 8–0, beroende på vilken källa man litar på) över Jönköpings AIF. Matchen spelas på Vallområdets fotbollsplan i Jönköping.[4]
- 12 oktober - Österrike spelar sin första officiella landskamp i fotboll, då man i Wien slår tillbaka Ungern med 5-0.[5]
- Okänt datum – Gefle IF vinner Rosenska Pokalen för tredje gången efter finalvinst mot Djurgårdens IF.

### Friidrott
- Okänt datum – Sammy Mellor vinner Boston Marathon[6]

### Hastighetsåkning på skridskor
- 22-23 februari - De tolfte världsmästerskapen i hastighetsåkning på skridskor anordnas i Norrahamnen i Helsingfors i Finland. 11 tävlande från tre nationer deltar.

### Kanot
- 21 september - Det första Djurgårdsloppet äger rum, arrangerat av Föreningen för Kanot-Idrott[7]

### Motorsport
- Britten Selwyn Edge vinner Gordon Bennett Cup med en Napier.

### Tennis
- 8 augusti - USA vinner International Lawn Tennis Challenge genom att finalbesegra Brittiska öarna med 3-2 i Brooklyn.[8]

## Födda
- 27 februari - Gene Sarazen, amerikansk golfspelare.
- 17 mars - Bobby Jones, amerikansk golfspelare.
- 4 april - Gunnar Galin, svensk bandyspelare
- 1 augusti - Per Kaufeldt, svensk fotbollsspelare.
- 26 oktober - Jack Sharkey, amerikansk tungviktsboxare, världsmästare.

## Bildade föreningar och klubbar
- 6 mars – Real Madrid CF, spansk fotbollsklubb.
- 1 augusti - Westermalms IF[9]
- Okänt datum – Den nederländska fotbollsklubben Be Quick, nuvarande Go Ahead Eagles, bildas.

### Fotnoter
1. ↑  Jimmy Lindahl (7 mars 2002). ”Hundra år sedan svenska bollspelsförbundet bildades”. Bolletinen. http://www.bolletinen.se/sfs/allsvenskan/sbf100.pdf. Läst 2 september 2011.
2. ↑  ”Russia” (på engelska). Bandytipset. https://www.oocities.org/~bandytips/English/Russia.html. Läst 2 september 2011.
3. ↑  ”The 1902 Season” (på engelska). Retrosheet. http://www.retrosheet.org/boxesetc/1902/Y_1902.htm. Läst 19 juli 2015.
4. ↑  Jimmy Lindahl (7 mars 2000). ”Svenska mästare i fotboll 1896–1925”. Bolletinen. http://www.bolletinen.se/sfs/allsvenskan/sm1896.pdf. Läst 10 oktober 2011.
5. ↑  ”Austria - International Results” (på engelska). RSSSF. http://www.rsssf.com/tableso/oost-intres.html. Läst 20 augusti 2011.
6. ↑  ”Boston Marathon History: 1901-1905”. www.baa.org. Boston: Boston Athletic Association. 2011. Arkiverad från originalet den 21 februari 2011. https://web.archive.org/web/20110221123355/http://www.baa.org/races/boston-marathon/boston-marathon-history/race-summaries/1901-1905.aspx. Läst 2 mars 2011.
7. ↑  
Santesson, Fritiof. ”F.K.I.:s historia”. i Boström, Erik, Högborg, Gerhard. Kanotidrott. Utgiven av Föreningen för Kanot-Idrott vid dess 25-årsjubileum. Kanotidrott. "3". Stockholm: Föreningen för Kanot-Idrott. Libris 1472323
8. ↑  ”Davis Cup”. http://www.daviscup.com/en/results/tie/details.aspx?tieId=10003701. Läst 20 augusti 2011.
9. ↑  Martin Alsiö (7 mars 2004). ”De allsvenska klubbarnas födelsedagar”. Bolletinen. http://www.bolletinen.se/sfs/allsvenskan/grundades.pdf. Läst 11 februari 2015.